# Due nudi che portano un uomo e una donna
Due nudi che portano un uomo e una donna è il soggetto di un disegno di Luca Signorelli, preparatorio per l'affresco dei Dannati appartenente al ciclo Giudizio Universale, del Duomo di Orvieto.

## Storia e descrizione
Il disegno di Berlino mostra quattro nudi, di cui uno, che è di spalle, porta una giovane a cavalcioni e l'altro, che è di fronte, porta sulle spalle una donna. La tecnica usata è il carboncino, lumeggiato di biacca e poi ripassato all'acquarello giallo e marrone, su carta preparata. Ha subito danni ed è stato restaurato.
Questo disegno è riferibile al gruppo dei Dannati, nell'affresco del Giudizio Universale della Cappella di San Brizio, nel Duomo di Orvieto; ma le figure, che sono sullo sfondo, non hanno nulla sulle spalle.
Per le scelte iconografiche Signorelli fu indirizzato dall'arcidiacono del Duomo Antonio Alberi che, tra le fonti, gli indicò l'Apocalisse di san Giovanni, la Leggenda Aurea, l'Inferno di Dante, le Rivelazioni di santa Brigida. Nelle scene Signorelli forse si ispirò a stampe tedesche, probabilmente anche all'Apocalisse di Dürer.

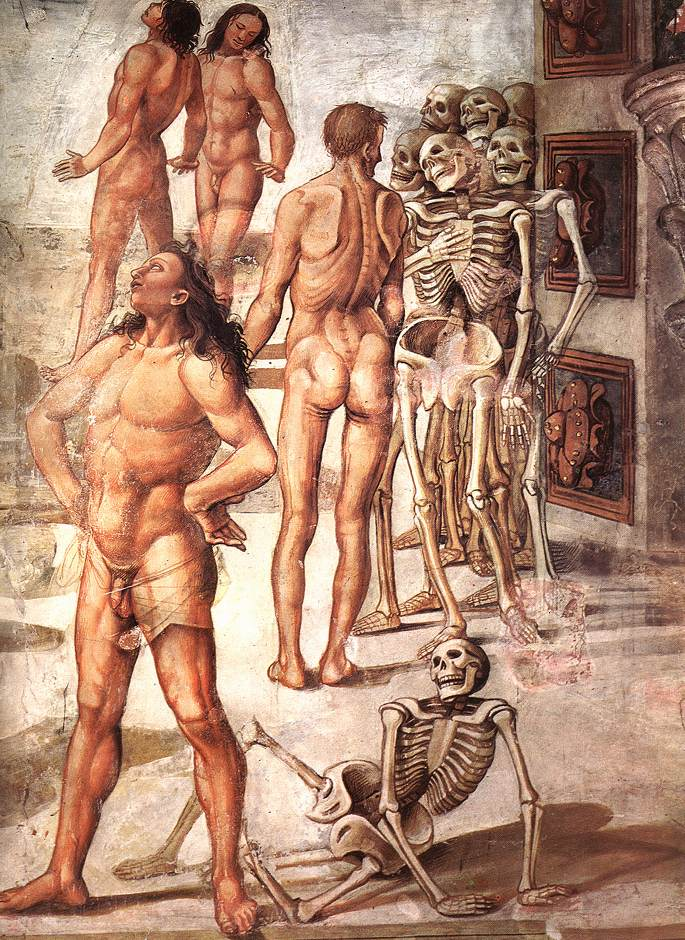
Luca Signorelli - Dannati, (part.)

### Altri disegni di Signorelli
Altri disegni preparatori dell'affresco dei Dannati:

#### Bayonne. Musée Bonnat
- N. 148, Nudo di tergo, a gambe divaricate, col pugno destro sulla spalla sinistra, carboncino e acquarello, 37x12 cm.
- N. 1297, Nudo virile a gambe divaricate, da tergo, che porta via un altro nudo, carboncino e acquarello in bistro, 27x17 cm. Studio per il diavolo in primo piano.

#### Digione. Musée
- N. Nudo virile che trasporta un altro nudo, pennello e acquarello su fondo preparato grigio, 30x16 cm.

#### Firenze Gabinetto Disegni e Stampe degli Uffizi
- N. 1246 F. Quattro nudi maschili, carboncino e sanguigna, 28,6x22 cm.

#### Londra. British Museum
- N. 1946-7-13-219. Testa virile di profilo, carboncino su carta marrone, quadrettato e ritagliato in tondo, d. 22,8 cm. Studio per la testa di un Arcangelo.